# Leonidas Sabanis
Leonidas Sabanis, nato Luan Shabani (Coriza, 28 ottobre 1971), è un ex sollevatore albanese naturalizzato greco, vincitore di medaglie olimpiche e mondiali, che ha rappresentato la Grecia ai Giochi Olimpici del 1996, 2000 e 2004. Ha gareggiato nelle categorie dei pesi gallo (fino a 56/59 kg) e dei pesi piuma (fino a 62 kg).

## Biografia
Nato nel sud dell'Albania, ha gareggiato per il suo Paese d'origine fino al 1990 e dal 1995 ha fatto parte della squadra nazionale greca di sollevamento pesi.
Ai Campionati europei di Atene del 1989 Luan Shabani ha vinto la medaglia di bronzo nei 56 kg. È stato il primo albanese a vincere una medaglia ad un campionato europeo di sollevamento pesi.
Emigrato in Grecia nel 1991, ha avuto un periodo di difficoltà durato alcuni anni durante il quale ha trascurato l'attività agonistica; ha poi ripreso, rappresentando il suo nuovo Paese a partire dal 1995. Ha vinto la medaglia d'argento nella categoria 59 kg alle Olimpiadi di Atlanta 1996 ed un'altra medaglia d'argento nella categoria 62 kg quattro anni dopo alle Olimpiadi di Sydney 2000. Sabanis è stato originariamente il vincitore della medaglia di bronzo alle Olimpiadi di Atene 2004 nella categoria 62 kg, ma la medaglia gli è stata successivamente revocata per doping.
Ai Campionati mondiali di sollevamento pesi Sabanis ha vinto la medaglia d'oro nel 1995 a Guangzhou nei 59 kg e nel 1998 a Lahti nei 62 kg. Nell'edizione di Atene 1999 ha vinto la medaglia d'argento nei 62 kg.
Ai Campionati europei, oltre al bronzo conquistato per l'Albania nel 1989, ha vinto due medaglie d'oro (1996, 2002) e tre medaglie d'argento (1997, 1998, 1999).
Nelle competizioni internazionali a cui ha preso parte, Sabanis ha dovuto lottare, talvolta battendoli, contro grandi campioni delle categorie pesi gallo e pesi piuma, come, tra gli altri, il bulgaro-croato Nikolaj Pešalov, il sudcoreano Chun Byung-kwan ed il bulgaro Sevdalin Minčev.
Dopo una sospensione di due anni a causa dello scandalo del doping durante i Giochi Olimpici di Atene, è tornato a gareggiare nel 2006, piazzandosi undicesimo ai Campionati mondiali di Santo Domingo de Guzmán nei 62 kg.
Nel corso della sua carriera Sabanis ha realizzato un record del mondo nella prova di strappo nella categoria 62 kg.